# Zaniedbywanie
Zaniedbywanie – forma przemocy wobec innych, w wychowaniu i opiece nad drugim człowiekiem to brak ingerencji w potrzeby fizyczne i psychiczne (np. dziecka). Zaniedbywanie obejmuje celowe lub nieświadome niewykonywanie niezbędnych czynności opiekuńczych i wychowawczych, wobec osoby podlegającej opiece, przez osobę do tego zobowiązaną (np. z racji władzy rodzicielskiej).
Może przyjmować formę przemocy fizycznej (fizyczne nie sprawowanie opieki nad osobą tego wymagającą), przemocy psychicznej (nieokazywanie uczuć, lekceważenie emocjonalne), przemocy seksualnej (zmuszanie do prostytucji przez niezapewnianie potrzeb fizjologicznych).
Zaniedbywanie może także przyjmować inne formy, dla przykładu: niezapewnienie adekwatnego ubioru, niedożywienie, brak dbałości o higienę osobistą, niezapewnienie opieki zdrowotnej, brak zapewnienia potrzeb edukacyjnych, brak zainteresowania ze strony rodziców.